# Maria-Anna von Nostitz-Rieneck

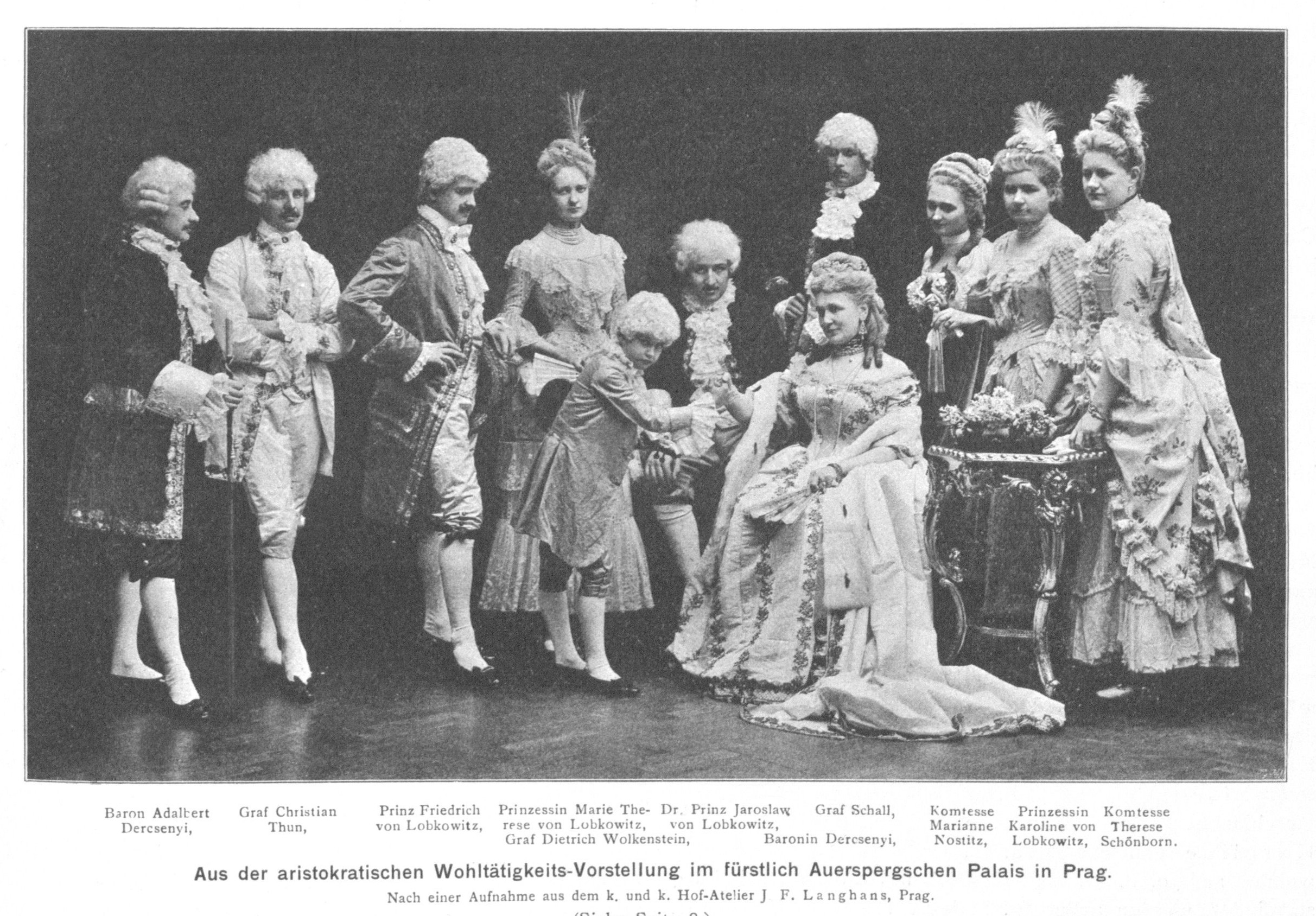
Marianne Nostitz (dritte von rechts) mit anderen Aristokraten bei einer Wohltätigkeits-Vorstellung im Jahre 1903

Maria-Anna (Marianne) Franziska Gräfin von Nostitz-Rieneck (* 9. Juli 1882 in Horka an der Iser, Böhmen; † 6. Mai 1952 in Graz), verehelichte Freifrau von Ringhoffer, war eine katholische Philanthropin, die während des Ersten Weltkriegs und in der Zwischenkriegszeit eine rege karitative Tätigkeit in Prag entfaltete und im sozialen und kulturellen Bereich eine namhafte Rolle spielte.

## Biografie
Die Tochter des Grafen Carl-Erwein von Nostitz-Rieneck (1850–1911), der als k.u.k. Kämmerer und Geheimer Rat sowie als erbliches Mitglied des Herrenhauses des österreichischen Reichsrats zu den führenden Repräsentanten des Hochadels in Böhmen gehörte, und der Marie, geb. Gräfin von Nostitz aus dem Hause Rokitnitz, heiratete am 31. Juli 1904 auf Schloss Plan den Freiherrn Alfred von Ringhoffer (1880–1938), den zweitgeborenen Sohn des Großindustriellen Franz von Ringhoffer III. und der Franziska, geb. Freiin Klein von Wisenberg. Diese damals ungewöhnliche Verbindung zwischen einem Geschlecht der Hocharistokratie und einer neu geadelten Unternehmerfamilie sorgte zunächst für einen Skandal in der Hofgesellschaft der Habsburgermonarchie, ermöglichte aber der strenggläubigen Braut mit den besten Kontakten zur Kirchenhierarchie ein umfassendes humanitäres Engagement. Im Reichtum der Familie ihres Mannes sah sie eine besondere Verpflichtung gegenüber Armen und Bedürftigen. Nach der Zerschlagung der Tschechoslowakei und der nazideutschen Okkupation setzte sie sich für tschechische und jüdische Mitbürger ein, die Unterdrückung und Verfolgung erleiden mussten.
Maria-Anna,gen. Marianne, Grfn.von Nostitz-Rieneck, verh.Frfr. von Ringhoffer hatte fünf Töchter: Maria, Anna (verehelichte Froschmair von Scheibenhof), Leopoldine ("Leo") von Felix, Selina (verehelichte Gräfin von Schönborn) und Dr. phil. Christiane (verehelichte von Doderer). Nach dem Zusammenbruch der Naziherrschaft im Mai 1945 wurde sie von Revolutionsgarden aus ihrer Wohnung in Prag-Bubenec geholt und zusammen mit etwa 5000 Prager Deutschen in das Lager Device und später unter menschenunwürdigen Bedingungen in das Stadion von Strahov gesteckt. Mit ihrer Tochter Leo, die mehr als sieben Monate in dem berüchtigten Gefängnis Pankrác festgehalten wurde, konnte sie 1948 die Tschechoslowakei verlassen. Ihre letzten Lebensjahre verbrachte sie in Graz, wo sie nach ihrem Tod 1952 in der Gruft der Freiherren von Daublebsky beigesetzt wurde.
| Personendaten    | Personendaten                                                                                    |
| ---------------- | ------------------------------------------------------------------------------------------------ |
| NAME             | Nostitz-Rieneck, Maria-Anna von                                                                  |
| ALTERNATIVNAMEN  | Nostitz-Rieneck, Maria-Anna Franziska Gräfin von; Nostitz-Rieneck, Marianne Franziska Gräfin von |
| KURZBESCHREIBUNG | österreichische Aristokratin und katholische Philanthropin                                       |
| GEBURTSDATUM     | 9. Juli 1882                                                                                     |
| GEBURTSORT       | Horky nad Jizerou, Böhmen                                                                        |
| STERBEDATUM      | 6. Mai 1952                                                                                      |
| STERBEORT        | Graz                                                                                             |